# 安季科伊蘇河
42°21′17″N 45°39′31″E / 42.3547°N 45.6585°E
安季科伊蘇河，是東歐的河流，位於俄羅斯和格魯吉亞，屬於蘇拉克河的左支流，發源自图舍蒂，河道全長144公里，流域面積4,810平方公里。